# Johann Köhler (Politiker)
Johann Köhler (* 1751 in Dassow; † 6. Januar 1814 in Lübeck) war Ratsherr der Hansestadt Lübeck.

## Leben
Der aus Mecklenburg stammende Johann Köhler war als Kaufmann Mitglied der Lübecker Schonenfahrer. Er war Inhaber einer Weinhandlung, Spediteur und Kommissionär. Aus deren Kreis wurde er als deren Ältermann 1807, also schon in der Lübecker Franzosenzeit, in den Rat der Stadt erwählt. Mit der Eingliederung der Stadt in das Französische Kaiserreich gehörte er 1811 bis 1813 dem Munizipalrat Lübecks an. Köhler bewohnte das Haus Alfstraße 17.